# Henry Travers
Henry Travers właśc. Travers John Heagerty (ur. 5 marca 1874 w Prudhoe, zm. 18 października 1965 w Hollywood) – brytyjski aktor filmowy i teatralny, nominowany do Oscara za rolę w filmie Pani Miniver (1942).
Karierę teatralną rozpoczął w roku 1900 na deskach Broadwayu. W latach 30. przeniósł się do Stanów Zjednoczonych, gdzie rozpoczął swoją karierę filmową grając w dziele Sidneya Franklina - Spotkanie w Wiedniu.
Travers zmarł w wieku 91 lat na miażdżycę w Hollywood. Pochowany został na cmentarzu Forest Lawn Memorial Park.

## Filmografia

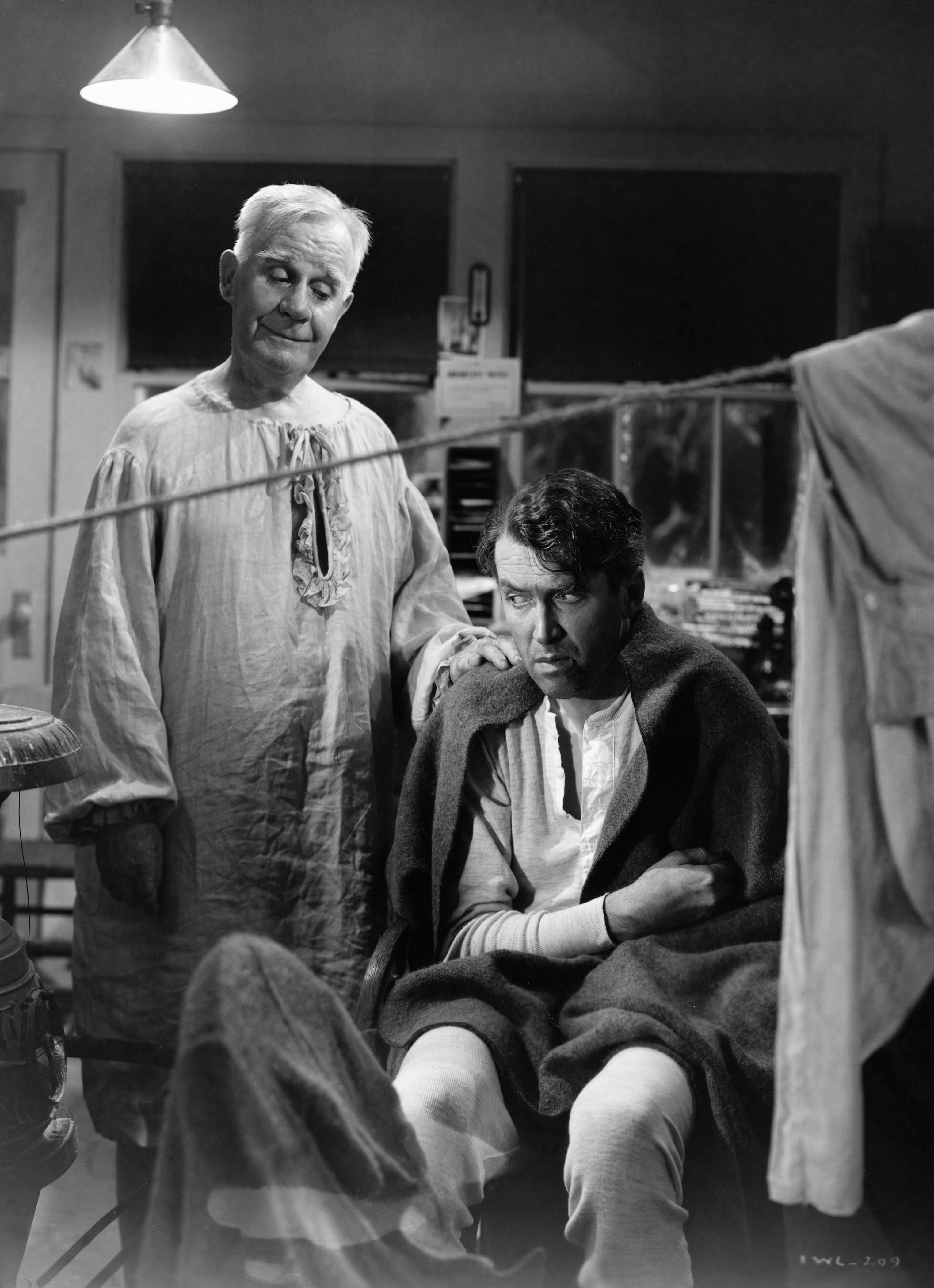
Henry Travers i James Stewart w kadrze z filmu To wspaniałe życie (1946)

- 1933: Spotkanie w Wiedniu jako ojciec Krug
- 1933: Niewidzialny człowiek jako dr Cranley
- 1934: Śmierć odpoczywa jako baron Cesarea
- 1934: Ready for Love jako Siedzia Pikket
- 1935: Eskapada jako Portier hotelowy
- 1935: Kłopoty milionerów jako Cap
- 1936: Too Many Parents jako Wilkins
- 1937: Four Hours to Kill! jako Mac Mason
- 1938: Siostry jako Ned Elliott
- 1939: Mroczne zwycięstwo jako dr Parsons
- 1939: Stanley i Livingstone jako John Kingsley
- 1939: Remember jako sędzia Milliken
- 1940: Wzgórza Primrose jako Gramp
- 1940: Edison jako Ben Els
- 1941: Ognista kula jako profesor Jerome
- 1942: Pani Miniver jako pan Ballard
- 1942: Zagubione dni jako dr Sims
- 1943: Curie-Skłodowska jako Eugene Curie
- 1943: Cień wątpliwości jako Joseph Newton
- 1944: Smocze nasienie jako Trzeci kuzyn
- 1945: Szulerzy na pokładzie jako kapitan Sam Jackson
- 1945: Dzwony Najświętszej Marii Panny jako Horace P. Bogardus
- 1946: To wspaniałe życie jako Clarence
- 1946: Roczniak jako pan Boyles
- 1947: The Flame jako dr Mittchel
- 1948: Beyond Glory jako Pop Dewing
- 1949: Oskarżona jako Blakely
- 1949: The Girl from Jones Beach jako sędzia Bullfinch